# Eldridge Rojer
Eldridge Rojer (Willemstad, 13 maart 1984) is een Nederlands voormalig prof-voetballer van Curaçaose afkomst die bij voorkeur in de aanval speelt.
Rojer begon met voetballen bij VV Bargeres, waar hij werd gescout door FC Emmen. Dat nam hem op in de jeugdopleiding. Nog gedurende zijn tienerjaren stapte hij over naar de opleiding van de Vitesse Voetbal Academie, waarvoor hij in 2002 zijn debuut in het betaald voetbal maakte. Rojer bleef er vier seizoenen, maar speelde lang niet altijd. In 2006 stelde SBV Excelsior hem meer speelminuten in het vooruitzicht en Rojer hapte toe.
Het eerste halfjaar kwam hij op huurbasis uit voor Excelsior. Door blessureleed belandde hij niettemin achttien maanden in de lappenmand. Aan het begin van het seizoen 2007/2008 liep Rojer een knieblessure op. Deze werd erger toen hij uitgleed in de badkamer tijdens een vrijpartij met zijn vriendin. Hierdoor moest hij ruim zes maanden langer revalideren.
Op 17 juni 2009 werd kreeg Rojer van FC Zwolle de kans om weer op het niveau van voor zijn blessure te komen. Hier groeide hij vervolgens uit tot clubtopscorer. Omdat hij zich niet kon vinden in een verlaagd aanbod om zijn contract te verlengen, meldde de aanvaller zich na het einde van zijn dienstverband bij het team VVCS, met als doel zich in de kijker te spelen bij een andere betaaldvoetbalclub. Met succes, want op 17 juli 2010 tekende Rojer een tweejarig contract bij zijn jeugdclub FC Emmen. Daar bleef hij vervolgens nog een seizoen, waarna zijn contract niet verlengd werd. Rojer speelde in het seizoen 2013/14 voor WKE in de Zondag Topklasse. In 2014 ging hij naar SV Babberich dat uitkomt in de tweede klasse zondag. Inmiddels werkt hij als machine-operator bij een postbedrijf en is hij jeugdtrainer bij Vitesse. Rojer woont in Arnhem. In 2017 ging hij voor MASV spelen. In 2021 ging hij naar FC Jeugd.

## Clubstatistieken
| Seizoen | Club        | Land      | Competitie       | Duels | Goals |
| ------- | ----------- | --------- | ---------------- | ----- | ----- |
| 2002/03 | Vitesse     | Nederland | Eredivisie       | 9     | 0     |
| 2003/04 | Vitesse     | Nederland | Eredivisie       | 25    | 2     |
| 2004/05 | Vitesse     | Nederland | Eredivisie       | 26    | 1     |
| 2005/06 | Vitesse     | Nederland | Eredivisie       | 21    | 0     |
| 2006/07 | Vitesse     | Nederland | Eredivisie       | 1     | 0     |
| 2006/07 | → Excelsior | Nederland | Eredivisie       | 11    | 4     |
| 2007/08 | Excelsior   | Nederland | Eredivisie       | 4     | 0     |
| 2008/09 | Excelsior   | Nederland | Eerste divisie   | 5     | 0     |
| 2009/10 | FC Zwolle   | Nederland | Eerste divisie   | 37    | 12    |
| 2010/11 | FC Emmen    | Nederland | Eerste divisie   | 30    | 10    |
| 2011/12 | FC Emmen    | Nederland | Eerste divisie   | 14    | 1     |
| 2012/13 | FC Emmen    | Nederland | Eerste divisie   | 28    | 2     |
| 2013/14 | WKE         | Nederland | Zondag Topklasse | 4     | 2     |
| Totaal  | Totaal      | Totaal    | Totaal           | 215   | 34    |